# هنگ تفنگداران خیبر
تفنگداران خیبر یک هنگ شبه نظامی است که بخشی از سپاه مرزی پاکستان خیبر پختونخوا (شمال) را تشکیل می‌دهد. تفنگداران وظیفهٔ دفاع از مرز با افغانستان و کمک به اجرای قانون در ولسوالی‌های مجاور سرحد را بر عهده دارند. این هنگ که در اواخر قرن نوزدهم مطرح شد، عنوان و زمینه را برای رمان پرخواننده، پادشاه تفنگداران خیبر، فراهم کرد. بودجه این هنگ ۲۰۲۰/۲۱ ۱۸۰۰ کرور روپیه پاکستان و از هفت بال به اندازه یک گردان تشکیل شده‌است.

## تاریخ

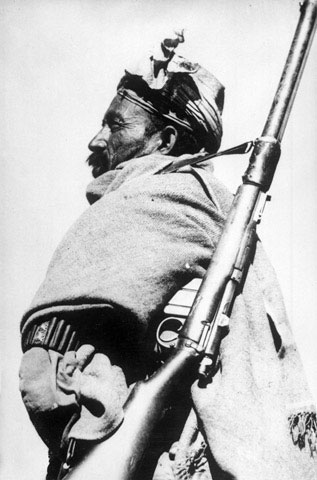
یکی از اعضای تفنگداران خیبر، ۱۹۴۶.

در طول دورهٔ سلطه بریتانیا، تفنگداران خیبر یکی از هشت واحد «سپاه مرزی» یا واحدهای شبه نظامی بود که از قبایل مرزهای شمال غربی به خدمت گرفته شد و به عنوان نیروهای کمکی برای ارتش هند بریتانیا خدمت می‌کرد. این واحد در اوایل دهه ۱۸۸۰ با عنوان خیبر جزیلچی توسعه یافت. تفنگداران خیبر از قبایل افریدی و فرماندهان انگلیسی از هنگ‌های منظم ارتش هند بریتانیا به خدمت گرفته می‌شدند. افسران زیردست نیز آفریدی بودند. اولین فرمانده سر رابرت واربرتون، پسر یک سرباز انگلیسی-ایرلندی به نام رابرت واربرتون از توپخانه بنگال و همسرش شاه جهان بیگم، شاهزاده خانم افغان بود. سر رابرت تا زمان بازنشستگی در سال ۱۸۹۹ فرمانده باقی ماند. معاون او، سرهنگ سر اسلم خان سادوزی، اولین فرمانده مسلمان، جانشین او شد. سپس معاون سرهنگ سر اسلم خان سدوزایی، ملک آفریدی خان ملازایی بود. ملک آفریدی خان اگرچه معاون بود، به دلیل مرخصی زیاد سر اسلم، بیشتر وقت خود را به عنوان سرپرست تفنگداران خیبر سپری کرد.

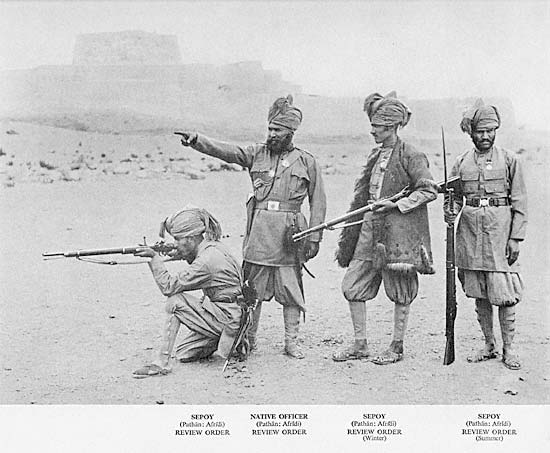
یک افسر تفنگداران خیبر در سال ۱۸۹۵ به فرماندهان خود دستور می‌دهد.

### کمپین‌های قرن نوزدهم
این هنگ در سال‌های ۱۸۸۸ و ۱۸۹۱، در طی دوره‌ای که خود گذرگاه خیبر آرام بود، خدمات فعالی را در سفرهای کوه سیاه انجام داد. با این حال، در اوت ۱۸۹۷، قبایل خیبر آفریدی به پا خاستند و سه قلعه که توسط تفنگداران خیبر مستقر شده بود، تسخیر شد و بازماندگان به جمرود بازگشتند. مدت چهار ماه با نیرویی در حدود چهل و چهار هزار نفر طول کشید تا انگلیسی‌ها گذرگاه خیبر را بازپس گیرند. تفنگداران خیبر بازسازی شدند و پادگان‌های خود را در لندی کوتال، فورت ماود و علی مسجد را به دست گرفتند.

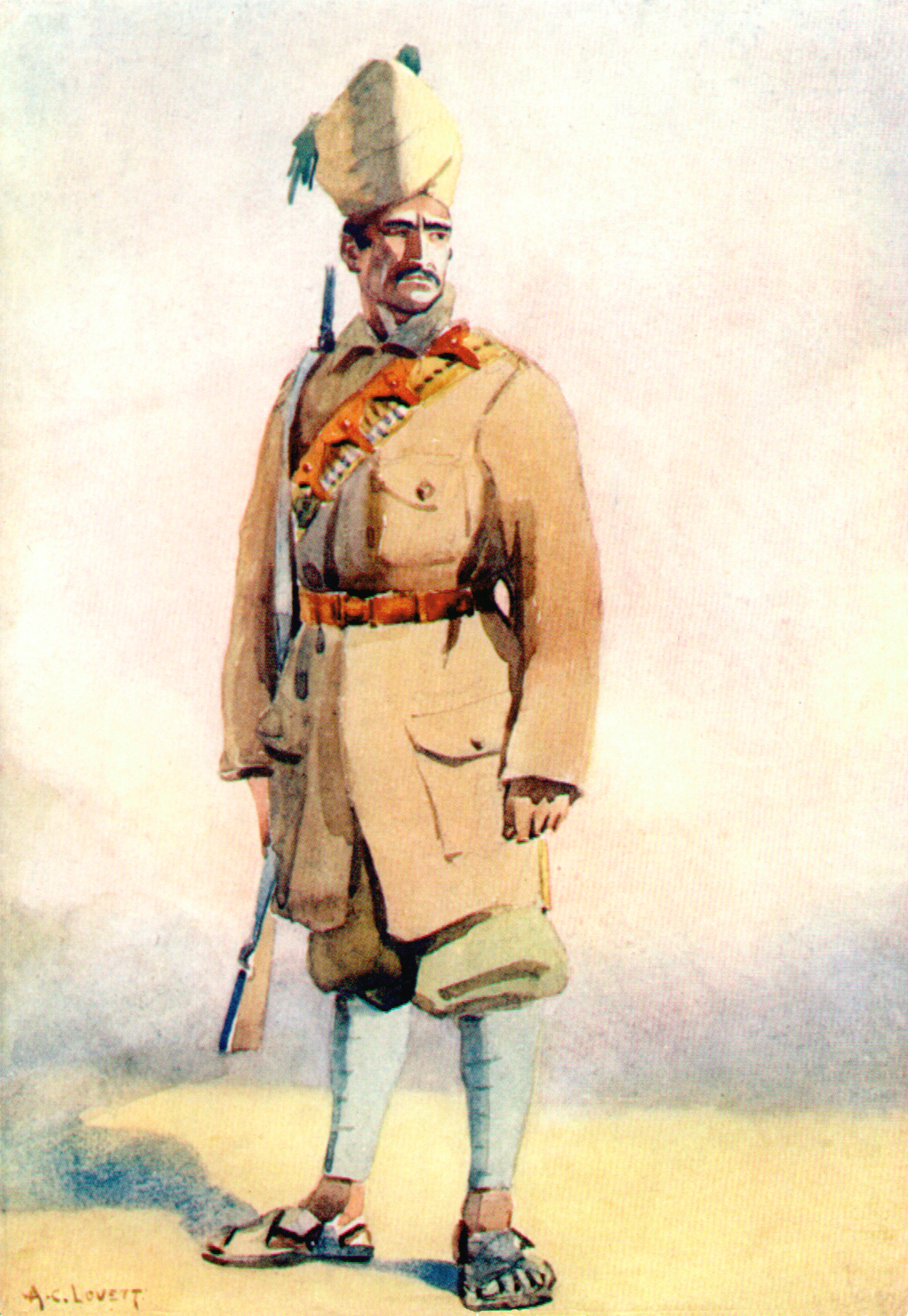
تفنگداران خیبر. آبرنگ اثر Maj AC Lovett، ۱۹۱۰.

### انحلال و تأسیس مجدد
در جریان جنگ سوم انگلیس و افغانستان (۱۹۱۹)، وفاداری تفنگداران خیبر تحت فشار شدید قرار گرفت و تعدادی فرار از سربازان رخ داد؛ بنابراین هنگ به عنوان غیرقابل اعتماد منحل شد. از میان پرسنل در حال خدمت، ۱۱۸۰ نفر را انتخاب کردند که اخراج شوند، در حالی که تعداد کمتری به یک گردان پلیس نظامی منتقل شدند یا در یک سپاه خیبر لوی تازه تشکیل شده بپیوندند.
با این حال، تفنگداران خیبر از جانبازان آفریدی جنگ جهانی دوم در سال ۱۹۴۶ بازسازی شد و مقر آن در لندی کوتال بود. فرمانده هنگ یک آفریدی به نام شریف خان بود.
در اوت ۱۹۴۷، پس از تقسیم، تفنگداران خیبر و سایر هنگ‌های سپاه مرزی به پاکستان منتقل شدند. تفنگداران خیبر علاوه بر وظایف پلیسی سنتی خود در مناطق قبیله‌ای منطقه خیبر، گروه‌هایی را برای خدمت در کشمیر و پاکستان شرقی فراهم کردند. این هنگ در حال حاضر درگیر ردیابی فراریان و تروریست‌ها است.

## مکان‌ها

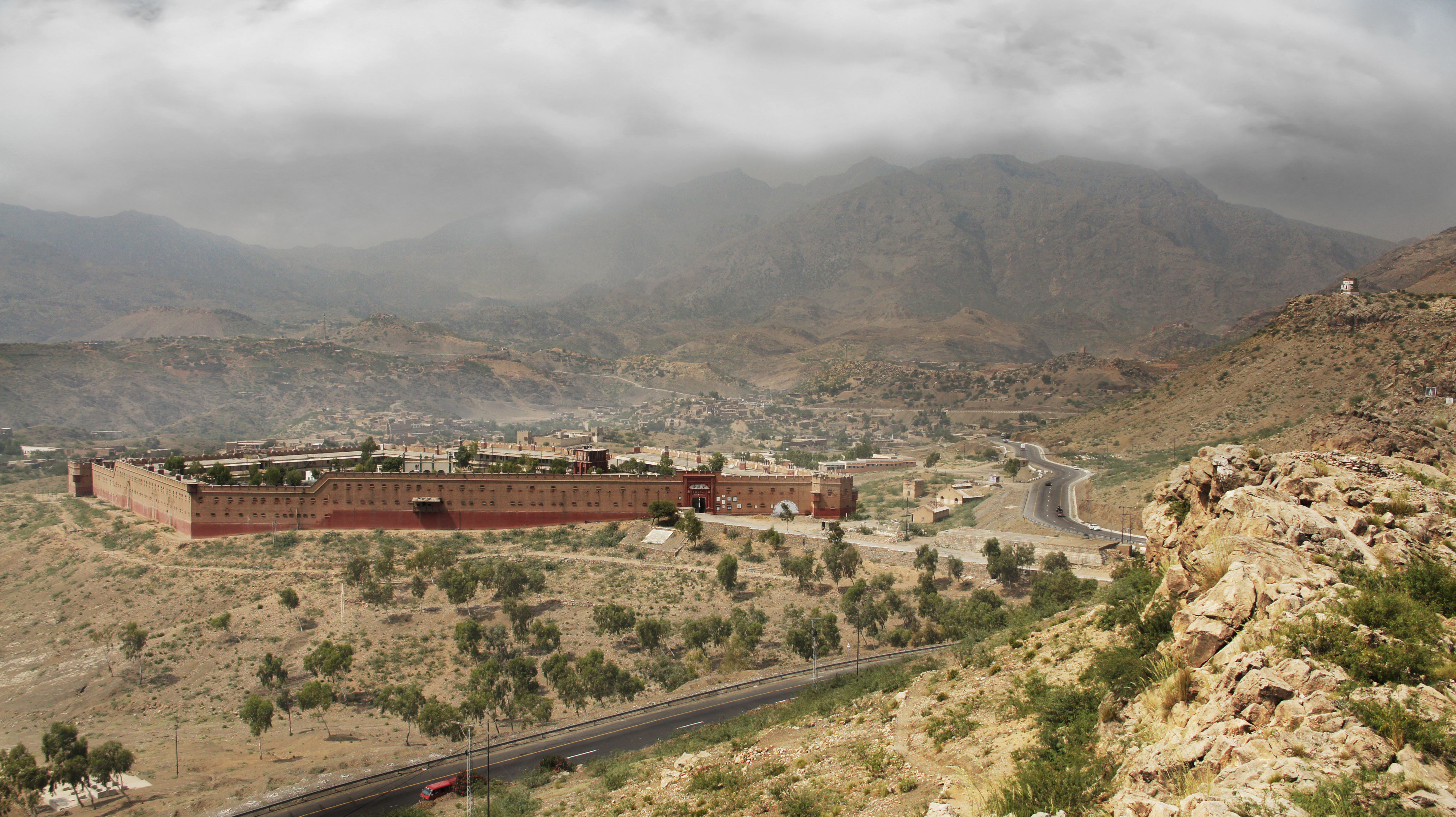
قلعه شاگای، مقر تفنگداران خیبر.

مقر تفنگداران خیبر در لندی کوتل بود. نقش اصلی آن‌ها حفاظت از گذرگاه خیبر بود. سه پادگان اصلی هنگ عبارت بودند از لندی کوتال، در انتهای غربی پاس، فورت ماود در شرق، و علی مسجد در مرکز.

## نگهبانان گذرگاه خیبر
این نیرو مسئول حفاظت از گذرگاه خیبر را برعهده دارد که ارتباط زمینی تاریخی بین آسیای جنوبی و آسیای مرکزی غنی از منابع را فراهم می‌کند. تفنگداران خیبر با حفاظت از شهر مرزی تورخم دفاع از گذرگاه خیبر را تضمین می‌کنند. این محل ترمینال اصلی ترانزیتی بین پاکستان و افغانستان برای تجارت بین‌المللی و گردشگری از طریق طولانی‌ترین شاهراه ملی پاکستان ۵ است. تفنگداران خیبر همچنین در چند صد کیلومتر مانع مرزی ولسوالی خیبر با ولایت ننگرهار افغانستان گشت زنی کرده و به‌طور مؤثری از گذرگاه خیبر و درهٔ پیشاور دفاع می‌کنند.
این نیرو همچنین وظیفه تأمین امنیت تأسیسات استراتژیک واقع در سراسر منطقه خیبر و دره پیشاور را بر عهده دارد. یکی از مکان‌های استراتژیک که تفنگداران خیبر از آن محافظت می‌کنند، بند ورسک است که بر روی رودخانه کابل قرار دارد و منبع اصلی آب آشامیدنی دره پیشاور است.
وظایف تفنگداران خیبر عبارتند از:
- گشت مرزی.
- در صورت لزوم به ارتش/FCNA در دفاع از کشور کمک می‌کنند.
- از مراکز و مسیرهای ارتباطی مهم محافظت می‌کنند.
- عملیات ضد ستیزه‌جویان/جنایتکاران/تروریست‌ها را براساس دستور انجام می‌دهند.
- کمک به نهادهای مجری قانون در حفظ نظم و قانون.
- از سایت‌ها و دارایی‌های مهم محافظت می‌کنند.

در زمان بحران نظم، دولت گهگاه به تفنگداران خیبر قدرت می‌دهد تا جنایتکاران را دستگیر و بازداشت کنند.

## مبارزه با تروریسم
نشان هنگ شامل دو خنجر افغانی متقاطع است که عبارت KHYBER در بالا و RIFLES در زیر آن نوشته شده.
در حالی که ارتش هند به‌عنوان یک کل به خاطر لباس‌های رنگارنگ و استادانه‌اش قبل از سال ۱۹۱۴ مورد توجه بود، یگان‌های مختلف سپاه مرزی فقط از لباس‌های خاکی و عمامه‌های خاکی ساده استفاده می‌کنند.

## واحدها
- بال ستاد
- بال 101[۴] : ۷۳۲
- بال 102[۵] : ۶۶۱
- بال 103[۶] : ۱۴۲
- بال 104[۷] : ۴۵
- بال 105[۸] : ۵۱۵
- بال 106[۴] : ۷۳۱
- بال 107[۷] : ۴۵
- باتری میدانی[۷] : ۴۷

## مطالعه بیشتر
- چیونکس، چارلز. «پیشاهنگان مرزی». کیپ، لندن ۱۹۸۵